# Школа № 5 (Донецьк)
Донецький навчально-виховний комплекс № 5 імені М. П. Бойка — загальноосвітня середня школа в місті Донецьку. Проєкт відомого київського архітектора Йосипа Каракіса (прив'язку до місцевості проєкту здійснювали три донецьких архітектора П. Вігдергауз, В. Волик і А. Страшнов).